# Edmond de Talleyrand-Périgord
Alexandre Edmond de Talleyrand-Périgord, 2e duc de Dino, né le 1er août 1787 à Paris, mort le 14 mai 1872 à Florence (Italie), est un général français de la Révolution et de l’Empire.

## Biographie

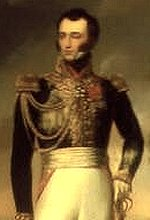

Fils d'Archambaud de Talleyrand-Périgord (1762-1838) et de Madeleine Olivier de Senozan de Viriville (1764-1794), son oncle Charles-Maurice de Talleyrand-Périgord obtient pour lui, lors du Congrès d'Erfurt en 1808, auprès du tsar Alexandre Ier de Russie, la main de la princesse Dorothée von Biron. Edmond l'épouse le 21 avril 1809 à Francfort-sur-le-Main. 
Le couple a trois (ou quatre) enfants : Napoléon-Louis, duc de Talleyrand, de Sagan et de Valençay (1811-1898) ; Dorothée (1812-1814) ; Alexandre-Edmond, duc de Dino (1813-1894) ; et Joséphine Pauline (1820-1890 ; réputée la fille de l'oncle d'Edmond, le ministre Talleyrand). En effet, Dorothée de Courlande-Sagan devient la maîtresse de son oncle par alliance, le célèbre ministre, et les époux se séparent en 1816.
Il se remarie le 12 novembre 1864 avec Ida Ulrich, veuve du diplomate Hugh MacDonell.

## États de service
Il entre en service dès février 1804, sans être passé au préalable par une école militaire, comme sous-lieutenant au service de l'Italie, puis comme lieutenant aide de camp du général Pino, avant de passer au service de la France en août 1805.  Le 6 janvier 1806, il intègre le 5e régiment de hussards et nommé capitaine le 21 novembre 1806 et dès le 11 janvier 1807, chef d'escadrons au 6e Hussards. Dès cette promotion et officiellement à partir du 17 mars 1807, il exerce la fonction d’aide de camp du prince de Neuchâtel. Il est fait chevalier de la Légion d’honneur le 4 juin 1807, et il fait la campagne de 1809 à la Grande Armée d’Allemagne. Les 21 et 22 mai 1809 il se trouve à la Bataille d'Essling et en 1810 il est fait chevalier de l’Ordre de Léopold d’Autriche. Il est créé comte de l’Empire le 17 mai 1810.
En janvier 1812 il est nommé colonel du 8e régiment de chasseurs à cheval, avec lequel il participe à la campagne de Russie : il est élevé au grade d’officier de la Légion d’honneur le 11 octobre 1812.
En 1813 il participe à la guerre de la sixième coalition, et il commande trois régiments de chasseurs le 19 septembre 1813, lorsqu’il est fait prisonnier par le major-général Leopold Wilhelm von Dobschütz (en) à la bataille de Mühlberg. 
De retour en France lors de la première Restauration, il est promu maréchal de camp le 21 avril 1814, puis il est fait chevalier de Saint-Louis et commandeur de la Légion d’honneur le 29 juillet suivant par le roi Louis XVIII.
En 1815 il est chargé de commander la 2e brigade de la 1re division de cavalerie de la Garde royale, et il est employé avec son grade dans le corps royal d’état-major. Il est créé duc de Dino le 9 novembre 1817 par le roi de Naples, et autorisé en France par ordonnance royale du 28 octobre 1817. Il est fait grand officier de la Légion d’honneur le 1er mai 1821, et pair de France le 28 décembre 1821.
En 1823, il est élevé au grade de lieutenant-général et de commandeur de l'ordre royal et militaire de Saint-Louis. 
Il meurt le 14 mai 1872, à Florence.

## Dotation
- Le 19 mars 1808, donataire d’une rente de 2 000 francs sur les biens réservés en Westphalie.
- Le 15 août 1809, donataire d’une rente de 2 000 francs sur le Trasimène.

## Armoiries
| Figure | Nom du comte et blasonnement |
| ------ | --- |
|        | Armes du comte Alexandre Edmond de Talleyrand-Périgord, décret du 15 août 1809, lettres patentes du 17 mai 1810, grand officier de la Légion d'honneur De gueules à trois lions d’or ; au franc-quartier brochant des comtes militaires - Livrées : les couleurs de l'écu. |

## Sources
- Antoine-Vincent Arnault, Antoine Jay, Étienne de Jouy, Jacques Marquet de Norvins de Montbreton, M. de Norvins, Biographie nouvelle des contemporains, 1825
- Pierre Jullien de Courcelles, Dictionnaire historique et biographique des généraux français : depuis le onzième siècle jusqu'en 1822, Tome 9, l’Auteur, 1823, 564 p. (lire en ligne), p. 230.
- Vicomte Révérend, Armorial du premier empire, tome 4, Honoré Champion, libraire, Paris, 1897, p. 280.
- « La noblesse d’Empire » (consulté le 29 septembre 2015)
- Alex Mazas, Histoire de l'ordre royal et Militaire de Saint-Louis depuis son institution, jusqu'en 1830, Tome 3, Firmin Didot frère, Paris, 1860, p. 104.
- Alexandre Edmond de Talleyrand-Périgord sur roglo.eu